# Ahmed Elmohamady
Ahmed Elmohamady (in arabo أحمد المحمدي‎?; Basyoun, 9 settembre 1987) è un ex calciatore egiziano, di ruolo difensore.

## Caratteristiche tecniche
Terzino destro, in grado - grazie alla propria versatilità tattica - di fornire più soluzioni al proprio allenatore. In caso di necessità può essere adattato ad esterno di centrocampo o ad ala.
In possesso di una notevole resistenza - e in grado di saltare l'uomo in progressione creando superiorità numerica - tra le sue doti spiccano la corsa (era in grado di correre i 100 metri in 11 secondi, con una velocità massima di 34,6 km/h) e la precisione nei cross. Il suo contributo risulta prezioso anche in fase difensiva.

## Carriera

### Club

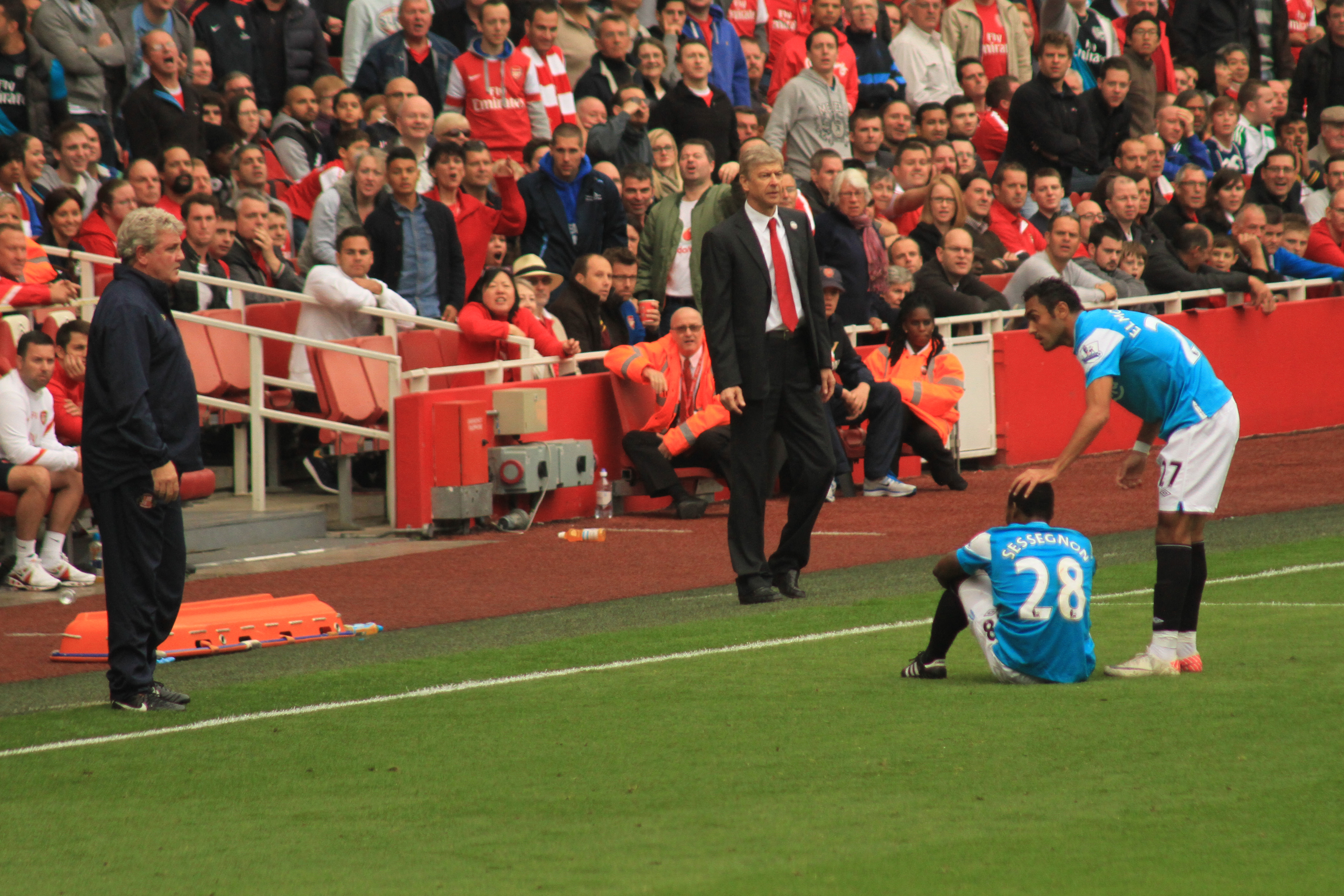
Elmohamady insieme al compagno Stéphane Sessègnon ai tempi in cui militava nel Sunderland.

Inizia a giocare a calcio nel settore giovanile del Ghazl El-Mehalla. Dopo aver trascorso una stagione in prima squadra, all'età di 19 anni viene tesserato dall'ENPPI.
Il 1º luglio 2010 passa al Sunderland in prestito oneroso (500.000 sterline) con diritto di riscatto fissato a 2 milioni di sterline. Esordisce con la formazione inglese - e in Premier League - dal 1' il 14 agosto contro il Birmingham City (2-2 il risultato finale).
Il 9 giugno 2011 viene riscattato dal Sunderland, firmando un contratto valido per tre stagioni. Con l'arrivo di Martin O'Neill sulla panchina dei Black Cats viene relegato ai margini della rosa.
Voluto dal tecnico Steve Bruce - che lo aveva allenato al Sunderland - il 30 agosto 2012 passa in prestito all'Hull City, in Championship. Complici le numerose assenze in difesa per infortunio, il 16 gennaio 2013 il Sunderland richiama il giocatore alla base. Il 31 gennaio torna in prestito per sei mesi all'Hull City.
Il 28 giugno 2013 il calciatore passa per 2 milioni di sterline ai Tigers legandosi alla società inglese per mezzo di un contratto valido per tre stagioni. Autore di un'ottima stagione, il suo contributo risulta decisivo nel cammino della squadra in FA Cup, sconfitta in finale per 3-2 contro l'Arsenal.
Il 21 agosto 2014 esordisce nelle competizioni europee contro l'AS Trenčín, partita valida per il terzo turno preliminare di Europa League. La settimana seguente segna una delle due reti che consentono alla squadra di approdare al turno successivo. In scadenza di contratto, il 23 giugno 2016 rinnova il proprio contratto fino al 2019.
Il 19 luglio 2017 si accorda per tre stagioni con l'Aston Villa, dove ritrova l'allenatore Steve Bruce. Debutta alla prima giornata del campionato 2017-2018, nel pareggio per 1-1 contro l'Hull City, e segna il suo primo gol con la nuova maglia il 6 agosto 2018, nella vittoria per 1-3 in casa dell'Hull City.

### Nazionale
Ha giocato nella nazionale egiziana Under-20.
Esordisce con i Faraoni - da titolare - il 22 agosto 2007 in Costa d'Avorio-Egitto (0-0), amichevole disputata a Parigi. Prende poi parte alla Coppa d'Africa 2008, disputata in Ghana. Durante la competizione - poi vinta dagli egiziani - ricopre un ruolo marginale (riserva di Ahmed Fathi, subentrerà in sole due occasioni nella fase a gironi a risultato già acquisito per dare maggiore apporto alla fase difensiva).
Nel 2009 prende parte alla FIFA Confederations Cup. Esordisce nella competizione il 15 giugno contro il Brasile, subentrando al 30' della ripresa al posto di Hosny. Al 90' - sul punteggio di 3-3 - intercetta con un braccio sulla linea un tiro da distanza ravvicinata Lúcio destinato a finire in rete, lasciando la squadra in 10 per espulsione diretta e causando il calcio di rigore che decide l'esito dell'incontro a favore della Seleção.
Nel 2010 viene inserito tra i convocati che prenderanno parte alla Coppa d'Africa 2010, competizione poi vinta dai Faraoni che decreta il terzo successo consecutivo della selezione egiziana nella manifestazione.
Il 4 gennaio 2017 il CT Héctor Cúper lo inserisce nella lista dei 23 convocati che prenderanno parte alla Coppa d'Africa 2017. Il 4 giugno 2018 viene incluso nella lista dei 23 convocati per il campionato del mondo 2018. Assiste i compagni - eliminati nella fase a gironi - dalla panchina, senza scendere in campo. Dopo l'addio di Cúper e l'arrivo di Javier Aguirre in panchina torna ad avere spazio in nazionale, trovando anche la via del goal in 2 occasioni. Convocato per la Coppa d'Africa 2019 (giocata in casa), va a segno 2 volte durante la competizione nei successi per 2-0 contro Congo e Uganda. Tuttavia il cammino della squadra si interrompe a sorpresa agli ottavi contro il Sudafrica.

## Statistiche

### Presenze e reti nei club
Statistiche aggiornate al 16 maggio 2021.
| Stagione                | Squadra                 | Campionato              | Campionato | Campionato | Coppe nazionali | Coppe nazionali | Coppe nazionali | Coppe continentali | Coppe continentali | Coppe continentali | Altre coppe | Altre coppe | Altre coppe | Totale | Totale |
| Stagione                | Squadra                 | Comp                    | Pres       | Reti       | Comp            | Pres            | Reti            | Comp               | Pres               | Reti               | Comp        | Pres        | Reti        | Pres   | Reti   |
| ----------------------- | ----------------------- | ----------------------- | ---------- | ---------- | --------------- | --------------- | --------------- | ------------------ | ------------------ | ------------------ | ----------- | ----------- | ----------- | ------ | ------ |
| 2004-2005               | Ghazl El-Mehalla        | PL                      | 14         | 4          | CE              | 0               | 0               | ACL                | 0                  | 0                  | -           | -           | -           | 14     | 4      |
| 2005-2006               | Ghazl El-Mehalla        | PL                      | 7          | 3          | CE              | 0               | 0               | -                  | -                  | -                  | -           | -           | -           | 7      | 3      |
| Totale Ghazl El-Mehalla | Totale Ghazl El-Mehalla | Totale Ghazl El-Mehalla | 21         | 7          |                 | 0               | 0               |                    | 0                  | 0                  |             | -           | -           | 21     | 7      |
| 2006-2007               | ENPPI                   | PL                      | 15         | 2          | CE              | 0               | 0               | CC                 | 1                  | 0                  | SE          | 0           | 0           | 16     | 2      |
| 2007-2008               | ENPPI                   | PL                      | 15         | 6          | CE              | 1               | 0               | -                  | -                  | -                  | -           | -           | -           | 16     | 6      |
| 2008-2009               | ENPPI                   | PL                      | 28         | 6          | CE              | 3               | 0               | CC                 | 13                 | 2                  | -           | -           | -           | 44     | 8      |
| 2009-2010               | ENPPI                   | PL                      | 26         | 3          | CE              | 3               | 1               | -                  | -                  | -                  | -           | -           | -           | 29     | 4      |
| Totale ENPPI            | Totale ENPPI            | Totale ENPPI            | 84         | 17         |                 | 7               | 1               |                    | 14                 | 2                  |             | 0           | 0           | 105    | 20     |
| 2010-2011               | Sunderland              | PL                      | 36         | 0          | FACup+CdL       | 1+1             | 0               | -                  | -                  | -                  | -           | -           | -           | 38     | 0      |
| 2011-2012               | Sunderland              | PL                      | 18         | 1          | FACup+CdL       | 2+1             | 0               | -                  | -                  | -                  | -           | -           | -           | 21     | 1      |
| ago. 2012               | Sunderland              | PL                      | 1          | 0          | FACup+CdL       | 0               | 0               | -                  | -                  | -                  | -           | -           | -           | 1      | 0      |
| 2012-gen. 2013          | Hull City               | FLC                     | 23         | 1          | FACup+CdL       | 0               | 0               | -                  | -                  | -                  | -           | -           | -           | 23     | 1      |
| gen. 2013               | Sunderland              | PL                      | 1          | 0          | FACup+CdL       | 0               | 0               | -                  | -                  | -                  | -           | -           | -           | 1      | 0      |
| Totale Sunderland       | Totale Sunderland       | Totale Sunderland       | 56         | 1          |                 | 5               | 0               |                    | -                  | -                  |             | -           | -           | 61     | 1      |
| gen.-giu. 2013          | Hull City               | FLC                     | 18         | 2          | FACup+CdL       | 0               | 0               | -                  | -                  | -                  | -           | -           | -           | 18     | 2      |
| 2013-2014               | Hull City               | PL                      | 38         | 2          | FACup+CdL       | 6+1             | 0               | -                  | -                  | -                  | -           | -           | -           | 45     | 2      |
| 2014-2015               | Hull City               | PL                      | 38         | 2          | FACup+CdL       | 1+0             | 0               | UEL                | 4                  | 1                  | -           | -           | -           | 43     | 3      |
| 2015-2016               | Hull City               | FLC                     | 41+3       | 3          | FACup+CdL       | 3+4             | 0               | -                  | -                  | -                  | -           | -           | -           | 51     | 3      |
| 2016-2017               | Hull City               | PL                      | 33         | 0          | FACup+CdL       | 0+4             | 0               | -                  | -                  | -                  | -           | -           | -           | 37     | 0      |
| Totale Hull City        | Totale Hull City        | Totale Hull City        | 191+3      | 10         |                 | 19              | 0               |                    | 4                  | 1                  |             | -           | -           | 217    | 11     |
| 2017-2018               | Aston Villa             | FLC                     | 43+2       | 0          | FACup+CdL       | 0               | 0               | -                  | -                  | -                  | -           | -           | -           | 45     | 0      |
| 2018-2019               | Aston Villa             | FLC                     | 38+3       | 2          | FACup+CdL       | 0+1             | 0               | -                  | -                  | -                  | -           | -           | -           | 42     | 2      |
| 2019-2020               | Aston Villa             | PL                      | 18         | 1          | FACup+CdL       | 1+6             | 0+1             | -                  | -                  | -                  | -           | -           | -           | 25     | 2      |
| 2020-2021               | Aston Villa             | PL                      | 14         | 0          | FACup+CdL       | 0+3             | 0               | -                  | -                  | -                  | -           | -           | -           | 17     | 0      |
| Totale Aston Villa      | Totale Aston Villa      | Totale Aston Villa      | 113+5      | 3          |                 | 11              | 1               |                    | -                  | -                  |             | -           | -           | 129    | 4      |
| Totale carriera         | Totale carriera         | Totale carriera         | 473        | 38         |                 | 42              | 2               |                    | 18                 | 3                  |             | 0           | 0           | 533    | 43     |

### Cronologia presenze e reti in nazionale
| Cronologia completa delle presenze e delle reti in nazionale ― Egitto | Cronologia completa delle presenze e delle reti in nazionale ― Egitto | Cronologia completa delle presenze e delle reti in nazionale ― Egitto | Cronologia completa delle presenze e delle reti in nazionale ― Egitto | Cronologia completa delle presenze e delle reti in nazionale ― Egitto | Cronologia completa delle presenze e delle reti in nazionale ― Egitto | Cronologia completa delle presenze e delle reti in nazionale ― Egitto | Cronologia completa delle presenze e delle reti in nazionale ― Egitto |
| Data                                                                  | Città                                                                 | In casa                                                               | Risultato                                                             | Ospiti                                                                | Competizione                                                          | Reti                                                                  | Note                                                                  |
| --------------------------------------------------------------------- | --------------------------------------------------------------------- | --------------------------------------------------------------------- | --------------------------------------------------------------------- | --------------------------------------------------------------------- | --------------------------------------------------------------------- | --------------------------------------------------------------------- | --------------------------------------------------------------------- |
| 22-8-2007                                                             | Parigi                                                                | Costa d'Avorio                                                        | 0 – 0                                                                 | Egitto                                                                | Amichevole                                                            | -                                                                     |                                                                       |
| 9-9-2007                                                              | Bujumbura                                                             | Burundi                                                               | 0 – 0                                                                 | Egitto                                                                | Qual. Coppa d'Africa 2008                                             | -                                                                     |                                                                       |
| 13-10-2007                                                            | Il Cairo                                                              | Egitto                                                                | 1 – 0                                                                 | Botswana                                                              | Qual. Coppa d'Africa 2008                                             | -                                                                     |                                                                       |
| 17-10-2007                                                            | Osaka                                                                 | Giappone                                                              | 4 – 1                                                                 | Egitto                                                                | Amichevole                                                            | -                                                                     |                                                                       |
| 21-11-2007                                                            | Porto Said                                                            | Egitto                                                                | 0 – 0                                                                 | Libia                                                                 | Amichevole                                                            | -                                                                     |                                                                       |
| 25-11-2007                                                            | Il Cairo                                                              | Egitto                                                                | 2 – 1                                                                 | Arabia Saudita                                                        | Amichevole                                                            | -                                                                     | 57’                                                                   |
| 10-1-2008                                                             | Abu Dhabi                                                             | Egitto                                                                | 1 – 0                                                                 | Mali                                                                  | Amichevole                                                            | -                                                                     |                                                                       |
| 13-1-2008                                                             | Alverca do Ribatejo                                                   | Angola                                                                | 3 – 3                                                                 | Egitto                                                                | Amichevole                                                            | -                                                                     | 72’                                                                   |
| 22-1-2008                                                             | Kumasi                                                                | Egitto                                                                | 4 – 2                                                                 | Camerun                                                               | Coppa d'Africa 2008 - 1º turno                                        | -                                                                     | 70’                                                                   |
| 26-1-2008                                                             | Kumasi                                                                | Egitto                                                                | 3 – 0                                                                 | Sudan                                                                 | Coppa d'Africa 2008 - 1º turno                                        | -                                                                     | 80’                                                                   |
| 26-3-2008                                                             | Il Cairo                                                              | Egitto                                                                | 0 – 2                                                                 | Argentina                                                             | Amichevole                                                            | -                                                                     | 73’                                                                   |
| 1-6-2008                                                              | Il Cairo                                                              | Egitto                                                                | 2 – 1                                                                 | RD del Congo                                                          | Qual. Mondiali 2010                                                   | -                                                                     | 62’                                                                   |
| 7-6-2008                                                              | Gibuti                                                                | Gibuti                                                                | 0 – 4                                                                 | Egitto                                                                | Qual. Mondiali 2010                                                   | -                                                                     | 46’                                                                   |
| 14-6-2008                                                             | Blantyre                                                              | Malawi                                                                | 1 – 0                                                                 | Egitto                                                                | Qual. Mondiali 2010                                                   | -                                                                     | 69’                                                                   |
| 22-6-2008                                                             | Il Cairo                                                              | Egitto                                                                | 2 – 0                                                                 | Malawi                                                                | Qual. Mondiali 2010                                                   | -                                                                     | 21’ 90’                                                               |
| 20-8-2008                                                             | Khartum                                                               | Sudan                                                                 | 4 – 0                                                                 | Egitto                                                                | Amichevole                                                            | -                                                                     | 46’                                                                   |
| 7-9-2008                                                              | Kinshasa                                                              | RD del Congo                                                          | 0 – 1                                                                 | Egitto                                                                | Qual. Mondiali 2010                                                   | -                                                                     |                                                                       |
| 12-10-2008                                                            | Il Cairo                                                              | Egitto                                                                | 4 – 0                                                                 | Gibuti                                                                | Qual. Mondiali 2010                                                   | -                                                                     | 64’                                                                   |
| 19-11-2008                                                            | Il Cairo                                                              | Egitto                                                                | 5 – 1                                                                 | Benin                                                                 | Amichevole                                                            | -                                                                     |                                                                       |
| 23-1-2009                                                             | Il Cairo                                                              | Egitto                                                                | 1 – 0                                                                 | Kenya                                                                 | Amichevole                                                            | -                                                                     | 54’                                                                   |
| 11-2-2009                                                             | Il Cairo                                                              | Egitto                                                                | 2 – 2                                                                 | Ghana                                                                 | Amichevole                                                            | -                                                                     |                                                                       |
| 29-3-2009                                                             | Il Cairo                                                              | Egitto                                                                | 1 – 1                                                                 | Zambia                                                                | Qual. Mondiali 2010                                                   | -                                                                     |                                                                       |
| 30-5-2009                                                             | Mascate                                                               | Oman                                                                  | 0 – 1                                                                 | Egitto                                                                | Amichevole                                                            | -                                                                     |                                                                       |
| 15-6-2009                                                             | Bloemfontein                                                          | Brasile                                                               | 4 – 3                                                                 | Egitto                                                                | Conf. Cup 2009 - 1º turno                                             | -                                                                     | 75’ 89’                                                               |
| 21-6-2009                                                             | Rustenburg                                                            | Egitto                                                                | 0 – 3                                                                 | Stati Uniti                                                           | Conf. Cup 2009 - 1º turno                                             | -                                                                     | 83’                                                                   |
| 5-7-2009                                                              | Il Cairo                                                              | Egitto                                                                | 3 – 0                                                                 | Ruanda                                                                | Qual. Mondiali 2010                                                   | -                                                                     |                                                                       |
| 12-8-2009                                                             | Il Cairo                                                              | Egitto                                                                | 3 – 3                                                                 | Guinea                                                                | Amichevole                                                            | -                                                                     | 50’                                                                   |
| 5-11-2009                                                             | Assuan                                                                | Egitto                                                                | 5 – 1                                                                 | Tanzania                                                              | Amichevole                                                            | -                                                                     |                                                                       |
| 14-11-2009                                                            | Il Cairo                                                              | Egitto                                                                | 2 – 0                                                                 | Algeria                                                               | Qual. Mondiali 2010                                                   | -                                                                     |                                                                       |
| 18-11-2009                                                            | Omdurman                                                              | Algeria                                                               | 1 – 0                                                                 | Egitto                                                                | Qual. Mondiali 2010                                                   | -                                                                     |                                                                       |
| 29-12-2009                                                            | Il Cairo                                                              | Egitto                                                                | 1 – 1                                                                 | Malawi                                                                | Amichevole                                                            | -                                                                     | 46’                                                                   |
| 4-1-2010                                                              | Dubai                                                                 | Egitto                                                                | 1 – 0                                                                 | Mali                                                                  | Amichevole                                                            | -                                                                     | 55’                                                                   |
| 12-1-2010                                                             | Benguela                                                              | Egitto                                                                | 3 – 1                                                                 | Nigeria                                                               | Coppa d'Africa 2010 - 1º turno                                        | -                                                                     | 56’                                                                   |
| 16-1-2010                                                             | Benguela                                                              | Egitto                                                                | 2 – 0                                                                 | Mozambico                                                             | Coppa d'Africa 2010 - 1º turno                                        | -                                                                     | 48’                                                                   |
| 20-1-2010                                                             | Benguela                                                              | Egitto                                                                | 2 – 0                                                                 | Benin                                                                 | Coppa d'Africa 2010 - 1º turno                                        | 1                                                                     |                                                                       |
| 25-1-2010                                                             | Benguela                                                              | Egitto                                                                | 3 – 1 dts                                                             | Camerun                                                               | Coppa d'Africa 2010 - Quarti di finale                                | -                                                                     | 40’                                                                   |
| 28-1-2010                                                             | Benguela                                                              | Algeria                                                               | 0 – 4                                                                 | Egitto                                                                | Coppa d'Africa 2010 - Semifinale                                      | -                                                                     |                                                                       |
| 31-1-2010                                                             | Luanda                                                                | Ghana                                                                 | 0 – 1                                                                 | Egitto                                                                | Coppa d'Africa 2010 - Finale                                          | -                                                                     | 51’                                                                   |
| 3-3-2010                                                              | Londra                                                                | Inghilterra                                                           | 3 – 1                                                                 | Egitto                                                                | Amichevole                                                            | -                                                                     |                                                                       |
| 11-8-2010                                                             | Il Cairo                                                              | Egitto                                                                | 6 – 3                                                                 | RD del Congo                                                          | Amichevole                                                            | -                                                                     |                                                                       |
| 5-9-2010                                                              | Il Cairo                                                              | Egitto                                                                | 1 – 1                                                                 | Sierra Leone                                                          | Qual. Coppa d'Africa 2012                                             | -                                                                     |                                                                       |
| 10-10-2010                                                            | Bangui                                                                | Niger                                                                 | 1 – 0                                                                 | Egitto                                                                | Qual. Coppa d'Africa 2012                                             | -                                                                     |                                                                       |
| 17-11-2010                                                            | Il Cairo                                                              | Egitto                                                                | 3 – 0                                                                 | Australia                                                             | Amichevole                                                            | -                                                                     | 54’                                                                   |
| 26-3-2011                                                             | Johannesburg                                                          | Sudafrica                                                             | 1 – 0                                                                 | Egitto                                                                | Qual. Coppa d'Africa 2012                                             | -                                                                     |                                                                       |
| 5-6-2011                                                              | Il Cairo                                                              | Egitto                                                                | 0 – 0                                                                 | Sudafrica                                                             | Qual. Coppa d'Africa 2012                                             | -                                                                     |                                                                       |
| 14-11-2011                                                            | Doha                                                                  | Brasile                                                               | 2 – 0                                                                 | Egitto                                                                | Amichevole                                                            | -                                                                     |                                                                       |
| 29-2-2012                                                             | Doha                                                                  | Egitto                                                                | 1 – 0                                                                 | Niger                                                                 | Amichevole                                                            | -                                                                     |                                                                       |
| 2-3-2012                                                              | Doha                                                                  | Egitto                                                                | 0 – 0                                                                 | RD del Congo                                                          | Amichevole                                                            | -                                                                     | 46’                                                                   |
| 12-4-2012                                                             | Dubai                                                                 | Egitto                                                                | 3 – 2                                                                 | Nigeria                                                               | Amichevole                                                            | -                                                                     | 46’                                                                   |
| 14-4-2012                                                             | Dubai                                                                 | Egitto                                                                | 3 – 0                                                                 | Mauritania                                                            | Amichevole                                                            | -                                                                     | 46’                                                                   |
| 17-4-2012                                                             | Dubai                                                                 | Iraq                                                                  | 0 – 0                                                                 | Egitto                                                                | Amichevole                                                            | -                                                                     |                                                                       |
| 20-5-2012                                                             | Omdurman                                                              | Egitto                                                                | 2 – 1                                                                 | Camerun                                                               | Amichevole                                                            | 1                                                                     | 74’                                                                   |
| 22-5-2012                                                             | Omdurman                                                              | Egitto                                                                | 3 – 0                                                                 | Togo                                                                  | Amichevole                                                            | -                                                                     | 64’                                                                   |
| 1-6-2012                                                              | Alessandria d'Egitto                                                  | Egitto                                                                | 2 – 0                                                                 | Mozambico                                                             | Qual. Mondiali 2014                                                   | -                                                                     |                                                                       |
| 15-6-2012                                                             | Alessandria d'Egitto                                                  | Egitto                                                                | 2 – 3                                                                 | Rep. Centrafricana                                                    | Qual. Coppa d'Africa 2013                                             | -                                                                     | 46’                                                                   |
| 15-8-2012                                                             | Salalah                                                               | Oman                                                                  | 1 – 1                                                                 | Egitto                                                                | Amichevole                                                            | -                                                                     |                                                                       |
| 12-10-2012                                                            | Dubai                                                                 | Egitto                                                                | 3 – 0                                                                 | Rep. del Congo                                                        | Amichevole                                                            | -                                                                     | 64’                                                                   |
| 16-10-2012                                                            | Abu Dhabi                                                             | Egitto                                                                | 0 – 1                                                                 | Tunisia                                                               | Amichevole                                                            | -                                                                     |                                                                       |
| 14-11-2012                                                            | Tbilisi                                                               | Georgia                                                               | 0 – 0                                                                 | Egitto                                                                | Amichevole                                                            | -                                                                     |                                                                       |
| 26-3-2013                                                             | Alessandria d'Egitto                                                  | Egitto                                                                | 2 – 1                                                                 | Zimbabwe                                                              | Qual. Mondiali 2014                                                   | -                                                                     | 66’                                                                   |
| 4-6-2013                                                              | Il Cairo                                                              | Egitto                                                                | 1 – 1                                                                 | Botswana                                                              | Amichevole                                                            | -                                                                     | 46’                                                                   |
| 9-6-2013                                                              | Harare                                                                | Zimbabwe                                                              | 2 – 4                                                                 | Egitto                                                                | Qual. Mondiali 2014                                                   | -                                                                     | 62’                                                                   |
| 16-6-2013                                                             | Maputo                                                                | Mozambico                                                             | 0 – 1                                                                 | Egitto                                                                | Qual. Mondiali 2014                                                   | -                                                                     | 46’                                                                   |
| 10-9-2013                                                             | El Gouna                                                              | Egitto                                                                | 4 – 2                                                                 | Guinea                                                                | Qual. Mondiali 2014                                                   | -                                                                     | 85’                                                                   |
| 15-10-2013                                                            | Kumasi                                                                | Ghana                                                                 | 6 – 1                                                                 | Egitto                                                                | Qual. Mondiali 2014                                                   | -                                                                     | 40’                                                                   |
| 5-3-2014                                                              | Innsbruck                                                             | Bosnia ed Erzegovina                                                  | 0 – 2                                                                 | Egitto                                                                | Amichevole                                                            | -                                                                     | 55’ 83’                                                               |
| 30-5-2014                                                             | Santiago del Cile                                                     | Cile                                                                  | 3 – 2                                                                 | Egitto                                                                | Amichevole                                                            | -                                                                     | 37’ 67’                                                               |
| 4-6-2014                                                              | Londra                                                                | Giamaica                                                              | 2 – 2                                                                 | Egitto                                                                | Amichevole                                                            | -                                                                     |                                                                       |
| 5-9-2014                                                              | Dakar                                                                 | Senegal                                                               | 2 – 0                                                                 | Egitto                                                                | Qual. Coppa d'Africa 2015                                             | -                                                                     | 60’                                                                   |
| 19-11-2014                                                            | Monastir                                                              | Tunisia                                                               | 2 – 1                                                                 | Egitto                                                                | Qual. Coppa d'Africa 2015                                             | -                                                                     |                                                                       |
| 26-3-2015                                                             | Il Cairo                                                              | Egitto                                                                | 2 – 0                                                                 | Guinea Equatoriale                                                    | Amichevole                                                            | -                                                                     | 57’                                                                   |
| 30-8-2016                                                             | Alessandria d'Egitto                                                  | Egitto                                                                | 1 – 1                                                                 | Guinea                                                                | Amichevole                                                            | -                                                                     | 46’                                                                   |
| 8-1-2017                                                              | Il Cairo                                                              | Egitto                                                                | 1 – 0                                                                 | Tunisia                                                               | Amichevole                                                            | -                                                                     | 60’                                                                   |
| 25-1-2017                                                             | Port-Gentil                                                           | Egitto                                                                | 1 – 0                                                                 | Ghana                                                                 | Coppa d'Africa 2017 - 1º turno                                        | -                                                                     |                                                                       |
| 29-1-2017                                                             | Port-Gentil                                                           | Egitto                                                                | 1 – 0                                                                 | Marocco                                                               | Coppa d'Africa 2017 - Quarti di finale                                | -                                                                     |                                                                       |
| 1-2-2017                                                              | Libreville                                                            | Burkina Faso                                                          | 1 – 1 dts (3 – 4 dtr)                                                 | Egitto                                                                | Coppa d'Africa 2017 - Semifinale                                      | -                                                                     | 107’                                                                  |
| 5-2-2017                                                              | Libreville                                                            | Egitto                                                                | 1 – 2                                                                 | Camerun                                                               | Coppa d'Africa 2017 - Finale                                          | -                                                                     |                                                                       |
| 28-3-2017                                                             | Alessandria d'Egitto                                                  | Egitto                                                                | 3 – 0                                                                 | Togo                                                                  | Amichevole                                                            | -                                                                     |                                                                       |
| 8-10-2017                                                             | Alessandria d'Egitto                                                  | Egitto                                                                | 2 – 1                                                                 | Rep. del Congo                                                        | Qual. Mondiali 2018                                                   | -                                                                     | 87’                                                                   |
| 12-11-2017                                                            | Cape Coast                                                            | Ghana                                                                 | 1 – 1                                                                 | Egitto                                                                | Qual. Mondiali 2018                                                   | -                                                                     |                                                                       |
| 27-3-2018                                                             | Zurigo                                                                | Egitto                                                                | 0 – 1                                                                 | Grecia                                                                | Amichevole                                                            | -                                                                     | Cap.                                                                  |
| 1-6-2018                                                              | Bergamo                                                               | Egitto                                                                | 0 – 0                                                                 | Colombia                                                              | Amichevole                                                            | -                                                                     | 57’                                                                   |
| 6-6-2018                                                              | Bruxelles                                                             | Belgio                                                                | 3 – 0                                                                 | Egitto                                                                | Amichevole                                                            | -                                                                     | 71’                                                                   |
| 8-9-2018                                                              | Alessandria d'Egitto                                                  | Egitto                                                                | 6 – 0                                                                 | Niger                                                                 | Qual. Coppa d'Africa 2019                                             | -                                                                     | Cap.                                                                  |
| 12-10-2018                                                            | Il Cairo                                                              | Egitto                                                                | 4 – 1                                                                 | eSwatini                                                              | Qual. Coppa d'Africa 2019                                             | 1                                                                     | Cap.                                                                  |
| 16-10-2018                                                            | Manzini                                                               | eSwatini                                                              | 0 – 2                                                                 | Egitto                                                                | Qual. Coppa d'Africa 2019                                             | -                                                                     | Cap.                                                                  |
| 16-11-2018                                                            | Alessandria d'Egitto                                                  | Egitto                                                                | 3 – 2                                                                 | Tunisia                                                               | Qual. Coppa d'Africa 2019                                             | -                                                                     | Cap.                                                                  |
| 13-6-2019                                                             | Alessandria d'Egitto                                                  | Egitto                                                                | 1 – 0                                                                 | Tanzania                                                              | Amichevole                                                            | 1                                                                     | Cap.                                                                  |
| 21-6-2019                                                             | Il Cairo                                                              | Egitto                                                                | 1 – 0                                                                 | Zimbabwe                                                              | Coppa d'Africa 2019 - 1º turno                                        | -                                                                     | Cap.                                                                  |
| 26-6-2019                                                             | Il Cairo                                                              | Egitto                                                                | 2 – 0                                                                 | RD del Congo                                                          | Coppa d'Africa 2019 - 1º turno                                        | 1                                                                     | Cap.                                                                  |
| 30-6-2019                                                             | Il Cairo                                                              | Uganda                                                                | 0 – 2                                                                 | Egitto                                                                | Coppa d'Africa 2019 - 1º turno                                        | 1                                                                     | Cap. 61’ 90+1’                                                        |
| 6-7-2019                                                              | Il Cairo                                                              | Egitto                                                                | 0 – 1                                                                 | Sudafrica                                                             | Coppa d'Africa 2019 - Ottavi di finale                                | -                                                                     | Cap.                                                                  |
| Totale                                                                |                                                                       | Presenze                                                              | 92                                                                    |                                                                       | Reti                                                                  | 6                                                                     |                                                                       |

## Palmarès

### Nazionale
- Coppa d'Africa: 2

Ghana 2008, Angola 2010